# 浙江师范大学附属中学
浙江师范大学附属中学（High School Affiliated to Zhejiang Normal University），又名金华市第二中学。简称金华二中、二中或附中，是浙江省一级重点中学。

## 沿革
学校创建于1953年，校址选在金华市北郊高村毛栗山。1982年，浙江省人民政府决定，学校整体移交浙江师范学院，为浙江师范学院附属中学。1993年，始办高师预科班。1996年，被评定为浙江省一级重点中学。
1999年，改名为浙江师范大学附属中学。2000年，开办浙师大本科直升班。2001年8月，学校整体迁入原浙江财政学校校址。1998年起面向全省招生。2014年被评为“浙江省首批省一级普通高中特色示范学校”。